# Szomolány
Szomolyán vagy Szomolány (szlovákul Smolenice, németül Smolenitz) község Szlovákiában, a Nagyszombati kerületben, a Nagyszombati járásban.

## Fekvése
Nagyszombattól 20 km-re északnyugatra fekszik. Közigazgatásilag Jánostelek tartozik hozzá.

## Nevének eredete
Neve a szláv smola (= gyanta, szurok) főnévből származik.

## Története
Szomolány területén a régészeti leletek tanúsága szerint már a kőkorszakban is éltek emberek. A környék a hallstatt korban is lakott volt, a vaskorban pedig feltehetőleg szkíta erődítmény állt itt.
A falu a 13. században már létezett, határa egykor vaslelőhely volt. Első írásos említése 1256-ból származik "villa Solmus" alakban. A Szentgyörgyi és Bazini grófok birtokolták, majd 1388-ban a Stíborok kapták meg Luxemburgi Zsigmond királytól. Később újra a Szentgyörgyi és Bazini grófoké, a 16. században az Országh családé, a 17. századtól pedig Szomolány várának uradalmához tartozott, így az Erdődy, majd 1777-től a Pálffy család birtoka volt. A 15. és 16. század fordulóján Szomolány mezőváros, melyet tornyokkal és bástyákkal megerősített védőfalakkal vettek körül. A 18. századtól hetivásárokat és állatvásárokat rendeztek itt.

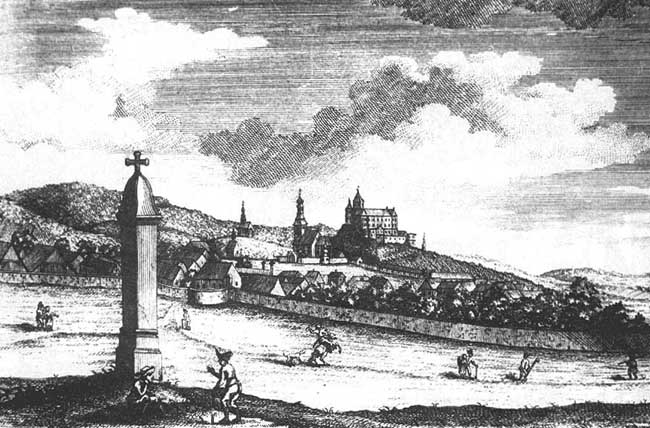
Szomolány látképe 1736-ban Mikoviny Sámuel művében

1855-ben Pálffy Móric gróf a vár alatt méntelepet alapított, kezdetben az uradalom gazdasági igényeinek kielégítésére. Az 1880-as években Pálffy János kiterjesztette a lótenyésztést a versenylovakra is. A méntelep a monarchia bukásával megszűnt.
Pálffy József gróf 1880 és 1883 között a Majdan alatti völgyben fafeldolgozó üzemet építtetett. A fa szállításának gyorsítása érdekében erdei vasút is épült. 1898-ban a Nagyszombat–Szomolány közötti vasút megépülésével lehetővé vált a fa vasúti szállítása az ország más részeibe is.
A falutól északra, hegyen emelkedik pompás várkastélya, melyet 1390-ben említenek először, mint fontos határvárat. Sok ostromot élt át története során, később az Erdődyeké. 1704. május 28-án itt verte meg – a történelemben Szomolányi csataként megőrzött ütközetben – Bercsényi kuruc serege Ritschan tábornok császári és dán seregét, és a vezért is elfogta. 1705-ben kurucok foglalták el, de 1707-ben ismét visszafoglalták tőlük. 1770-től lett a Pálffy családé. A romos várat 1880 és 1900 között gróf Pálffy József neogótikus stílusban újjáépítette, ma a Szlovák Akadémia Konferenciaközpontja van benne.
Vályi András szerint "SZOMOLYÁN. Smolenitz, Szmolenicze. Tót Mezőváros Pozsony Várm. földes Ura G. Pálfy Uraság, hajdan híres Város vala, lakosai katolikusok, fekszik Fejérhegye alatt, régi elpusztúltt Vára ékesítette; 3 nyomásbéli határja középszerű, réttyek, legelőjök, fájok van, szőlejek savanyú bort terem."
Fényes Elek szerint "Szomolyán, (Szmolenicz), tót mv., Poson, most F.-Nyitra vmegyében, fekszik a Posonból Szeniczre vezető országutban, Posonhoz 6, Nagy-Szombathoz 2 mfldnyire, épen a posoni kárpát tövében, egy igen gyönyörű vidéken, 1127 kath., 44 zsidó lak. Van itt egy dombon álló kath. paroch. templom, több csinos inscriptionalis curia és urasági épület, vizimalom. Határa keletre róna, fekete agyag s bő termékenységü, hanem északra köves; rétje, legelője nem sok de jó; erdeje a Kárpát hegyén derék: bora savanyu. Épen a falu felett láthatni a Kárpát oldalán régi, omladozásban lévő várkastélyát, honnan Nagy-Szombat s Nyitra vmegye környékeire felséges kilátás esik. F. u. gr. Pálffy Ferencz."

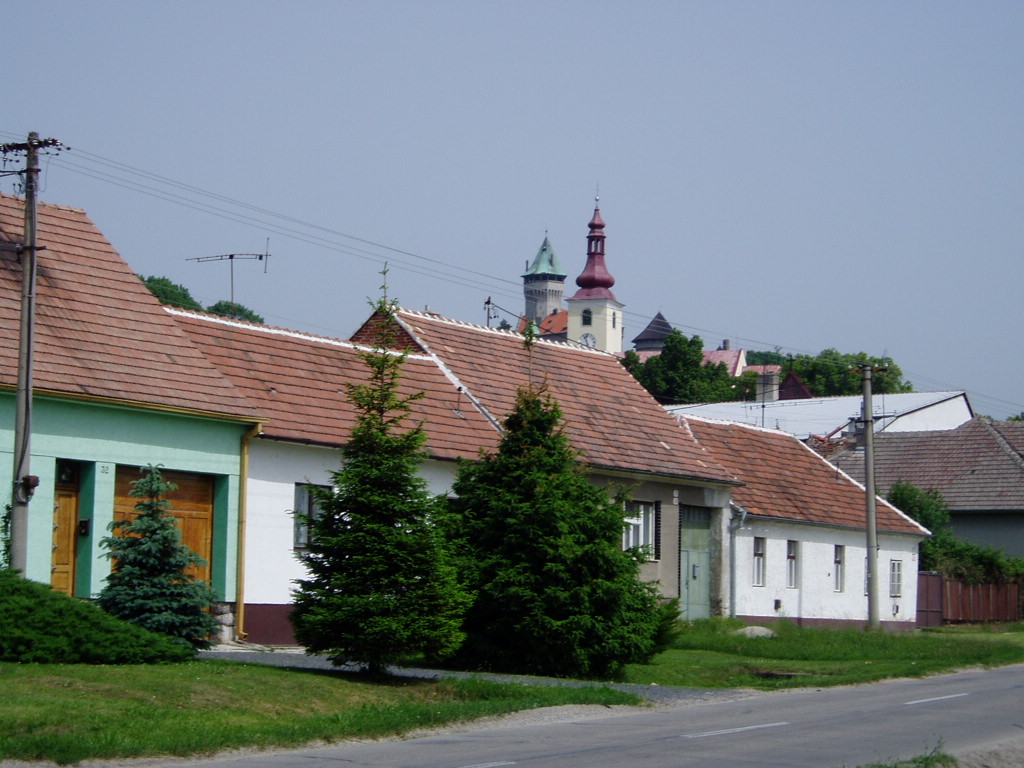
Szomolány, utcakép

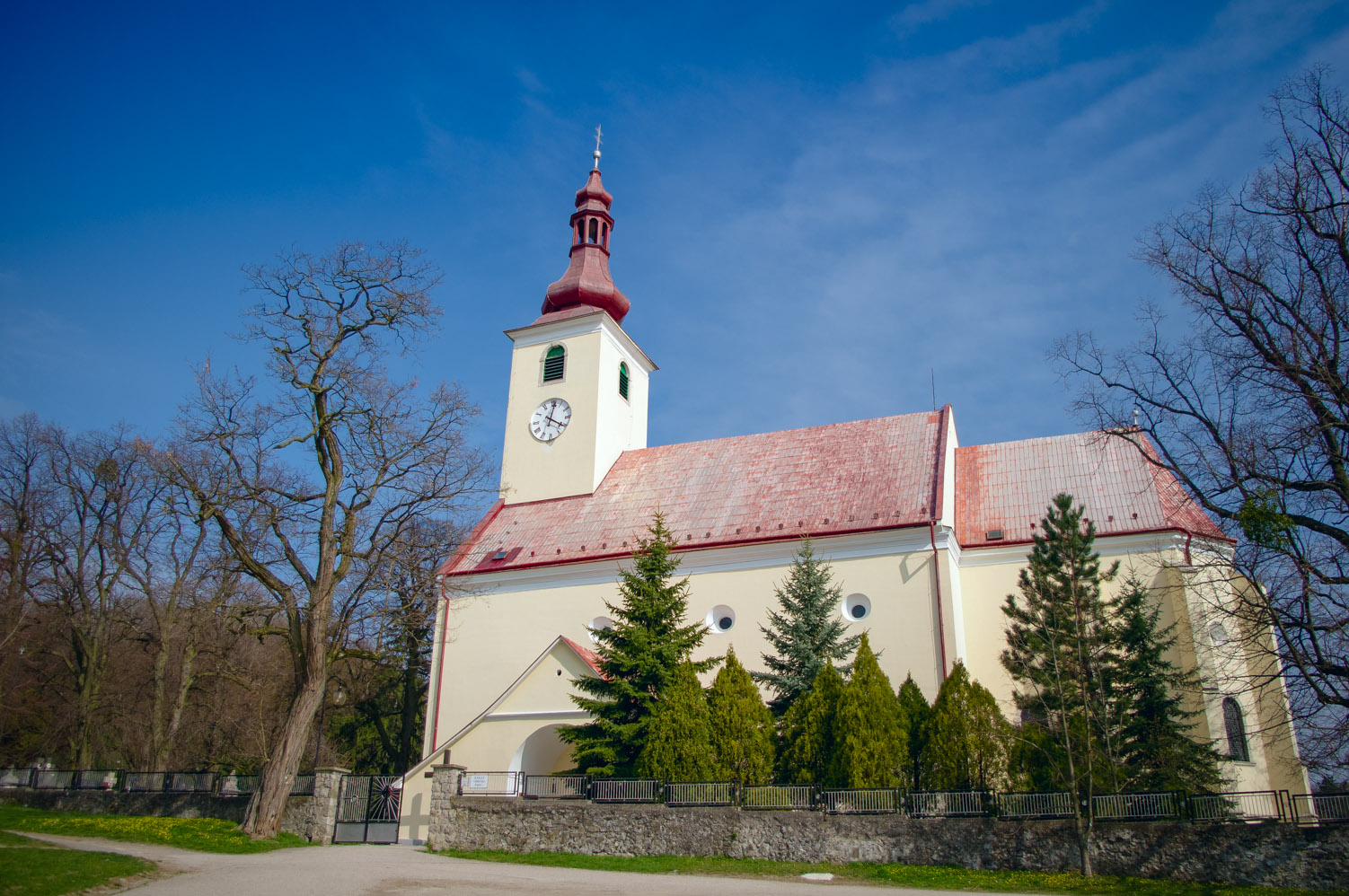
Szomolány római katolikus temploma

Pozsony vármegye monográfiája szerint "Szomolány, a Kiskárpátok alatt fekvő tót kisközség, 183 házzal és 1413 róm. kath. vallású lakossal. Körjegyzőségi székhely. E község neve az idők folyamán sok változáson ment át. Összesen nyolc változatát ismerjük és pedig Somolya, Somola, Zomolya, Semoliga, Somalga, Zomolyán, Leustorff és a tót Szmolenicz. Leustorff elnevezését egy 1448-iki oklevélben találjuk. Hajdan erődített hely volt, bástyákkal körülvéve és a korlátkői uradalomhoz tartozott, melytől Zsigmond király 1388-ban elszakította és Stibor vajdának adományozta. Ennek halála után fia örökölte, ki után ismét királyi birtok lett. 1438-ban Albert király Bazini és Szentgyörgyi György grófnak adományozta. A XVI. század elején már a guthi Országh család az ura és ezé marad 1567-ig, a mikor Országh Kristóf elhunytával a királyi kincstár lefoglalja. Miksa király 1569-ben Ungnad Kristóf bárónak és nejének, Losonczy Annának adta zálogba; Rudolf azután a várat az uradalommal együtt 1583-ban 30.000 forint fejében örök joggal nekik adományozta. Örökösödés útján az Erdődyekre szállott és e család hosszú ideig birtokolta; de Erdődy Borbála révén a ki Czobor Ádám gróf neje lett, később a Czoborok is birtokosai. 1777 július 22-én id. Pálffy János gróf veszi zálogba a várat és az uradalmat, 1781-ben pedig a mezővárost is. 1864-ig Pálffy János gróf örökösei bírták, de ekkor Pálffy Móricz gróf az uradalmat több mint félmillió forintért megváltotta. Ma Pálffy József gróf az uradalom és a vár birtokosa. A vár úgy látszik csak a XV. században épült és 1760-ban még fennállott. 1705-ben Rákóczy csapatai bevették, de két évvel később a császáriak visszafoglalták. A mult században a vár már romokban hevert. Pálffy József gróf most a várat régi nagyságában, stilszerűen ismét felépítteti. Egy része, különösen a külső vár fala és a kápolna már fennáll és a mint a folyamatban levő mezei vasútépítkezés befejezést nyer és a várépítéshez szükséges kő- és faanyag könnyebben lesz odaszállítható, a vár építkezése sokkal fokozottabb mértékben fog folytattatni. A község hajdan mezőváros volt. Katholikus templomát Erdődy Gábor gróf és neje, Pálffy Mária 1644-ben építtették. Hajdan az egyháznak értékes szentedényei voltak, melyeket 1723-ban elraboltak. Van itt három kápolna is. Az egyiket 1715-ben a pestis-járvány megszüntének az emlékére emelték, a másikat 1703-ban Erdődy Gábor gróf egri püspök alapította, a harmadik a kálvárián áll és ezt a XVIII. században a Frencsovich család emeltette; plébániája már a XIV. században fennállott. Erdődy György gróf 1744-ben itt kórházat alapított. Hajdan nagyszámú iparosa volt s a csizmadia-czéh 1751-ben, a szabók czéhe pedig 1782-ben alakult. A község határában, a Maulbir nevű hegy alatt, őskori telepek nyomai vannak, a hol már több izben találtak érdekes régiségeket. A községnek van saját postája, távírója és vasúti állomása. Ide tartoznak Makova és Skarbák puszták."

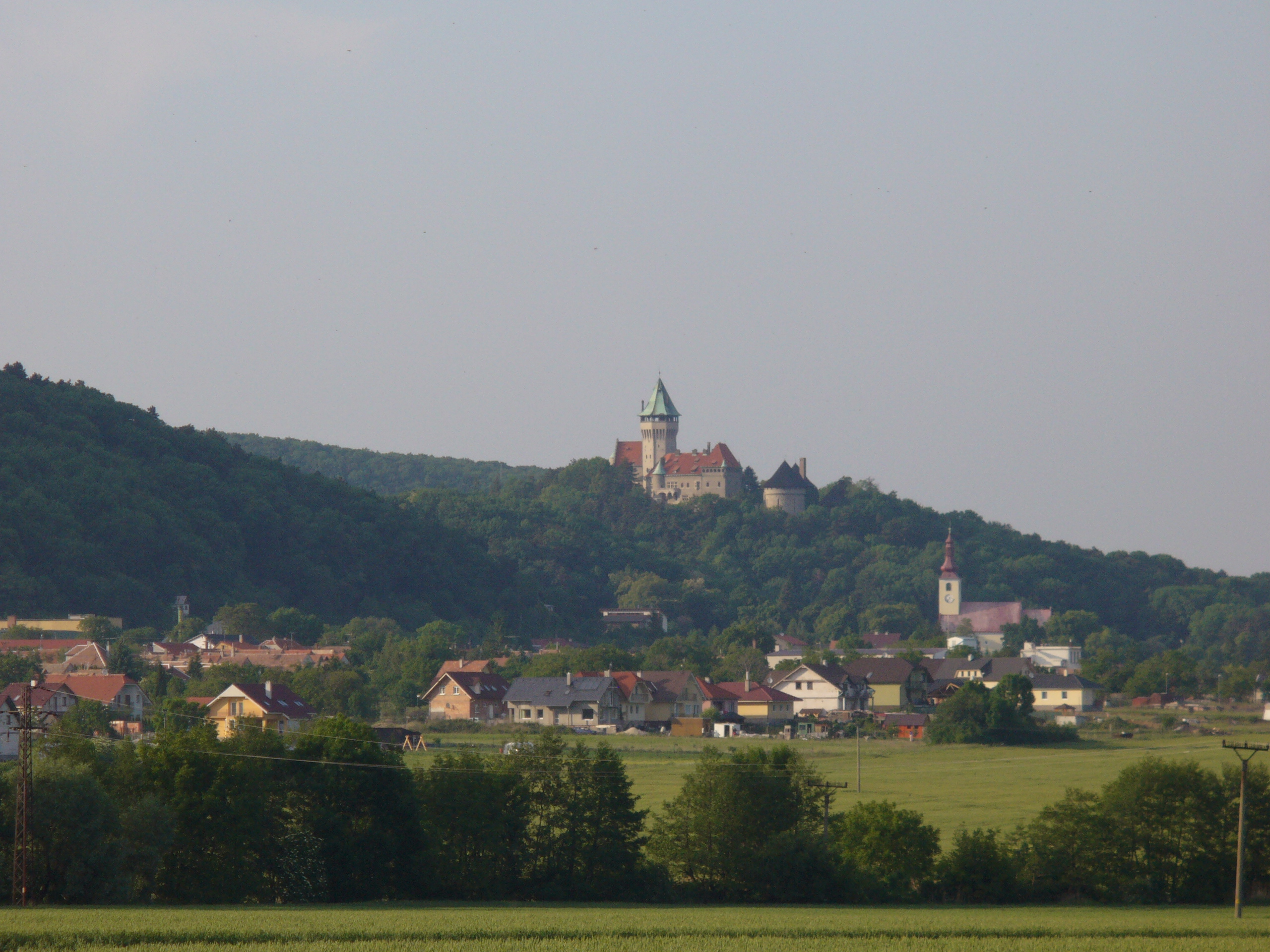
Szomolány látképe

A trianoni békeszerződésig Pozsony vármegye Nagyszombati járásához tartozott.

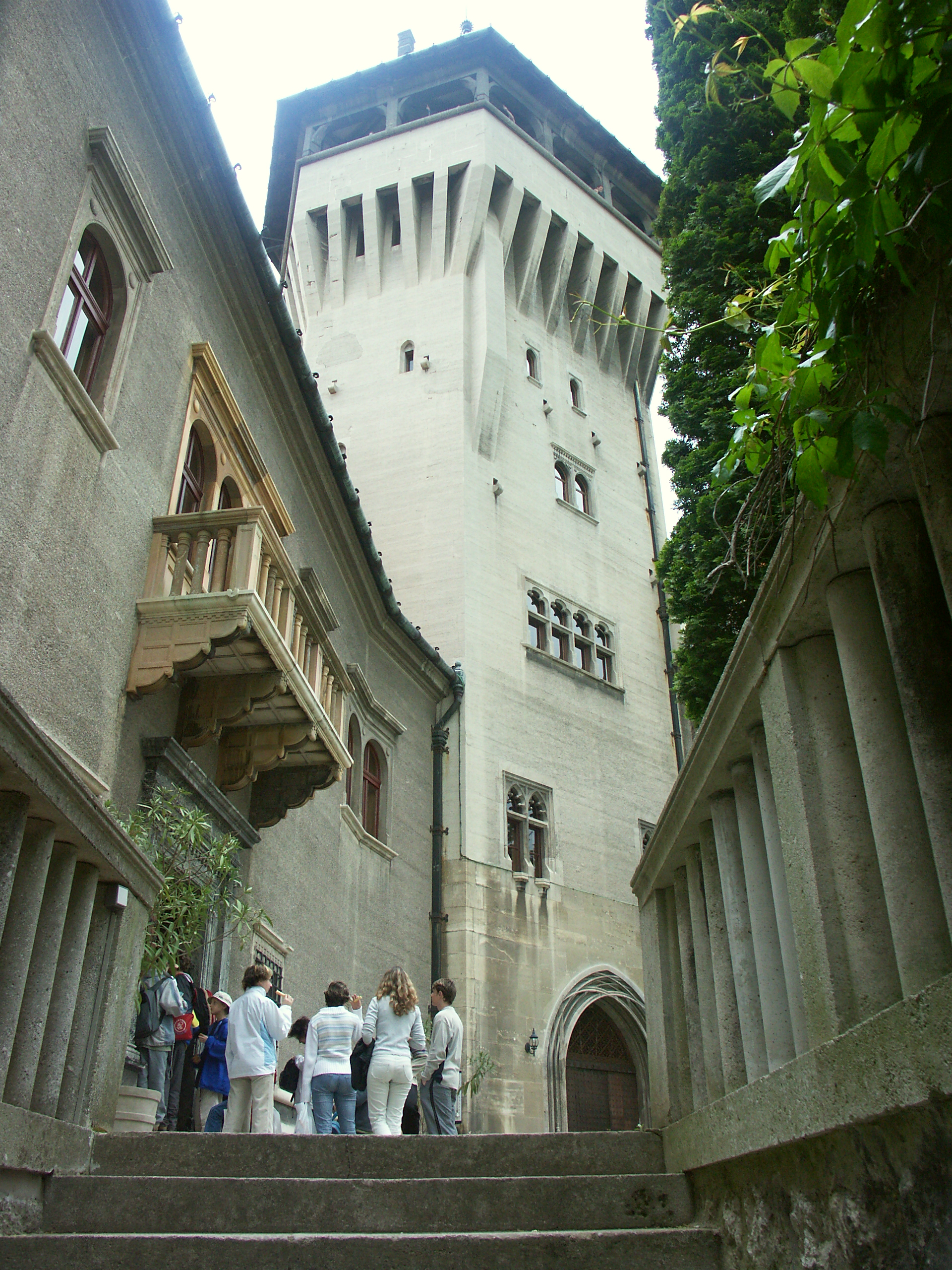
Szomolány várának tornya

## Népessége
| Év:            | 1994. | 2004.   | 2014.   | 2024.   |
| -------------- | ----- | ------- | ------- | ------- |
| Emberek száma: | 3211  | 3235    | 3358    | 3228    |
| Eltérés:       |       | +0,74 % | +3,80 % | -3,87 % |

| Év:            | 2023. | 2024.   |
| -------------- | ----- | ------- |
| Emberek száma: | 3242  | 3228    |
| Eltérés:       |       | -0,43 % |

1880-ban 1215 lakosából 17 magyar és 1045 szlovák anyanyelvű volt. Jánosteleken 1 magyar és 398 szlovák anyanyelvű élt.
1890-ben 1326 lakosából 24 magyar és 1180 szlovák anyanyelvű volt.
1900-ban 1413 lakosából 74 magyar és 1232 szlovák anyanyelvű volt.
1910-ben 1469 lakosából 1236 szlovák, 121 magyar, 90 német és 20 egyéb anyanyelvű volt.
1921-ben 1485 lakosából 17 magyar és 1412 csehszlovák volt.
1930-ban 1660 lakosából 1 magyar és 1609 csehszlovák volt. Jánosteleken 566 csehszlovák élt.
1970-ben 2656 lakosából 8 magyar és 2617 szlovák volt.
1980-ban 3294 lakosából 1 magyar és 3268 szlovák volt.
1991-ben 3155 lakosából 4 magyar és 3117 szlovák volt.
2001-ben 3234 lakosából 3 magyar és 3196 szlovák volt.
2011-ben 3379 lakosából 2 magyar és 3002 szlovák.

## Neves személyek
- Jánosteleken született 1870-ben Štefan Banič szlovák feltaláló, az ejtőernyő szabadalmaztatója.
- Itt született 1887-ben Kotlán Sándor magyar állatorvos, egyetemi tanár, Kossuth-díjas, az MTA rendes tagja.
- Itt hunyt el 1626-ban Czobor Erzsébet írónő, a nevezetes Czobor család sarja, Thurzó György felesége.
- Itt nyugszik Erdődy László Ádám (1679-1736) megyés püspök.
- Itt szolgált Haskó Jakab (1622-1695) nyitrai püspök.
- Itt szolgált Kovács János (1819–1883) római katolikus plébános.
- Itt szolgált Sándorfi Nándor (1863-1921) esperes plébános, amatőr régész.
- Itt szolgált Jantausch Pál (1870-1947) püspök, nagyszombati apostoli kormányzó.
- Itt szolgált Siebenfreud Arthur Rezső vadászmester.
- Massányi Ödön (1907-1966) festette a templom freskóit.
- Itt ásatott Mikuláš Dušek (1913-1994) szlovák régész.
- Itt volt fogságban Szarka Gáspár (1635-1683) jezsuita áldozópap és tanár.

## Nevezetességei
- Vaskori szkíta erődítmény maradványai a Molpír-hegyen. Sándorfi Nándor helyi plébános az 1890-es években bronz nyílhegyeket fedezett fel a környéken. Az első világháború utáni években rövid ideig Antonín Loubal cseh régész végzett itt kutatásokat, feljegyzései azonban elkallódtak a nagyszombati múzeumból. A két világháború között Štefan Janšák, a későbbiekben pedig Mikulás Dušek egy évtizeden át kutatta a területet. Munkásságuk eredményeként egy tizenkét hektáron fekvő, két méter széles kőfallal megerősített terület maradványait tárták fel. Az építmény fénykora feltehetőleg az i. e. 6. században volt, s a feltárt leletek alapján megközelítőleg két-három emberöltőn keresztül állhatott fenn. 62 lakóház maradványaira bukkantak, számos ékszert, bronzeszközt, cserépedényt és fegyvereket tártak fel. Szentélyében három áldozati kőoltár maradványait fedezték fel. Az erődítmény és lakóinak pusztulását feltehetőleg egy rajtaütés okozta, erre utalnak a házakban szanaszét heverő emberi maradványok, s a kőfalakon fellelhető hatalmas tűzvész nyomai is. A leletek alapján a védők és a támadók is egyaránt szkíta fegyvereket használtak, erre a meglelt nyílhegyek is egyértelműen utalnak. A vaskori erődítmény maradványai feltehetőleg egy szkíta testvérháború szomorú emlékét őrzik.[6]
- Várkastélya a falutól északra emelkedő hegyen áll, értékes fafajtákból álló nagy park övezi.
- A Nagyboldogasszony tiszteletére szentelt reneszánsz temploma 1642 és 1644 között épült gróf Erdődy Gábor és felesége, Pálffy Mária adományából, a korábbi gótikus templom alapjain. Az építtető címere a főkapu felett látható. Főoltára késő gótikus, rajta Szűz Mária kora barokk stílusú szobrával. Falfestményeit Massányi Ödön akadémiai festő készítette. Előtte 350 éves hársfa áll.
- A Szent Vendel kápolnát a Pálffy család építtette 1895-ben a család temetkezőhelyének.
- A Szent Rókus kápolna 1715-ben a pestisjárvány emlékére épült.
- Szűz Mária tiszteletére szentelt kápolnáját 1702-ben gróf Erdődy Gábor egri püspök építtette.
- A Pieta-oszlop a 18. században készült, vértanúk domborművei díszítik.
- Helytörténeti és néprajzi múzeum az egykori plébánia épületében.

## Gazdasága
Gazdaságának egyik legjelentősebb tényezője a festékgyár, amely 1994-ben 23 862 tonna festéket állított elő.